# Estudios Disney de 1922 a 1937
La historia de los estudios Disney desde 1922 hasta 1937 se caracteriza por una producción centrada exclusivamente en cortometrajes de animación. El período comienza en 1921, con la creación del primer estudio de Walt Disney en Kansas City, el Laugh-O-Gram Studio, en funcionamiento hasta 1923 y con la formación de los Disney Brothers Studios en Hollywood. Las primeras producciones de Laugh-O-Gram Studio fueron las Comedias de Alicia, seguidas de Oswald el conejo afortunado (1927). Debido a problemas con los derechos de la producción de Oswald, Disney creó un nuevo personaje para reemplazarlo, Mickey Mouse. Con esto, Disney revolucionó la industria cinematográfica, innovando al sincronizar la imagen con el sonido. Las innovaciones continuaron con la serie de cortometrajes Silly Symphonies, siendo la primera producción en color, debido al proceso Technicolor.
El período finaliza con el estreno del primer largometraje de animación del estudio, Snow White and the Seven Dwarfs (1937), seguido de otros largometrajes, época conocida como la «primera edad de oro» de la compañía.

## Historia

### 1922-1923: creación de Laugh-O-Gram Studio

Escena del cortometraje de las Comedias de Alicia

La historia de los estudios Disney comienza con la serie de cortometrajes de las Comedias de Alicia, producidos por el primer estudio fundado por Walt Disney en Kansas City en 1922, Laugh-O-Gram Studio. El estudio tenía un contrato por valor de 11.000 dólares para producir seis animaciones basadas en cuentos de hadas y cuentos infantiles. Entre los empleados del estudio destacan: Ub Iwerks, Hugh Harman, Rudolf Ising, Carman Maxwell y Friz Freleng.
En la primavera de 1923, Walt tuvo la idea de combinar la animación con la acción en vivo, con el fin de popularizar su estudio. Anteriormente, él y sus animadores produjeron el piloto de las Comedias de Alicia, la película Alice's Wonderland. Sin embargo, la empresa quebró en julio de 1923.

### 1923-1927: la introducción de Disney a Hollywood y Oswald el conejo afortunado

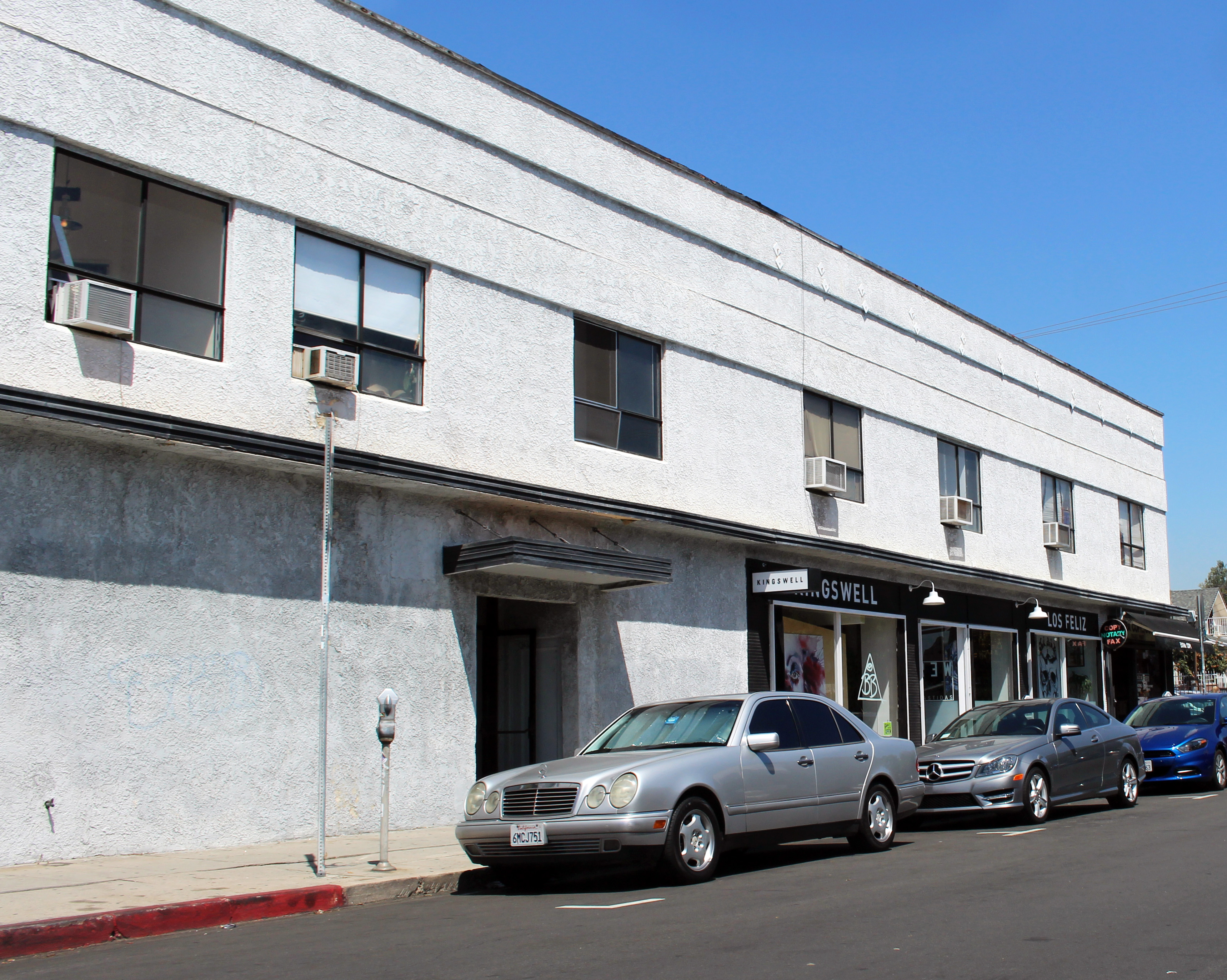
Edificio en Kingswell Avenue en Los Feliz, Los Ángeles, California, donde se fundó Walt Disney Company como Disney Brothers Studios.

En 1923, Walt y su hermano Roy Oliver fundaron Disney Brothers Studios, un estudio de animación. Walt disfrutaba de un contrato con la empresa Winkler Pictures, dirigida por Margaret Winkler y su marido Charles B. Mintz. Este acuerdo incluyó seis producciones de cortometrajes, con la adición de seis más y una película que se estrenará el 15 de diciembre de 1923. La empresa logró renovar su contrato tres veces y produjo alrededor de cincuenta episodios de las Comedias de Alicia. En 1925, la sede de los estudios Disney se trasladó a Hyperion Avenue en el distrito Silver Lake de Los Ángeles.
En enero de 1927, Charles Mintz, que produjo los últimos cortometrajes de las Comedias de Alicia, le pidió a Walt que creara un conejo como nuevo personaje del estudio. A lo largo del mes, les enviaron una serie de bocetos de diferentes tipos de conejos. El 4 de marzo de 1927, Mintz firmó un contrato con Universal Pictures para producir 26 cortometrajes. Oswald el conejo afortunado debutó en 1927 y se convirtió en un gran éxito. Confiado, gracias al éxito de la serie y al fin de su contrato con Mintz, Walt viajó a Nueva York a mediados de febrero de 1928, para reunirse con Mintz y pedirle que renovara su acuerdo con los estudios Disney. Universal poseía los derechos de la serie, siendo Winkler un mero intermediario que había solicitado su producción. Maureen Thomas y François Penz declararon que «Winkler robó los derechos de Oswald a Disney».

### 1928: Creación de Mickey Mouse
Mickey Mouse, el protagonista de la serie de dibujos animados del mismo nombre, fue creado en 1928 para intentar sustituir al personaje de Oswald, ya que Walt había perdido sus derechos. En febrero de 1928, viajó nuevamente a Nueva York para negociar con Charles B. Mintz una mayor participación en las ganancias de cada película. Sin embargo, Walt estaba confundido — Leonard Mosley declaró que [Walt] estaba «disgustado por la falsedad y desconsolado por la deslealtad» — cuando el empresario le dijo que no sólo quería reducir costos de producción, sino que también contrataría a la mayoría de sus principales animadores. Walt abandonó Nueva York el 13 de marzo de 1928 y regresó a Los Ángeles después de tres semanas de negociaciones.}

### 1929-1934: organización empresarial, innovación e internacionalización

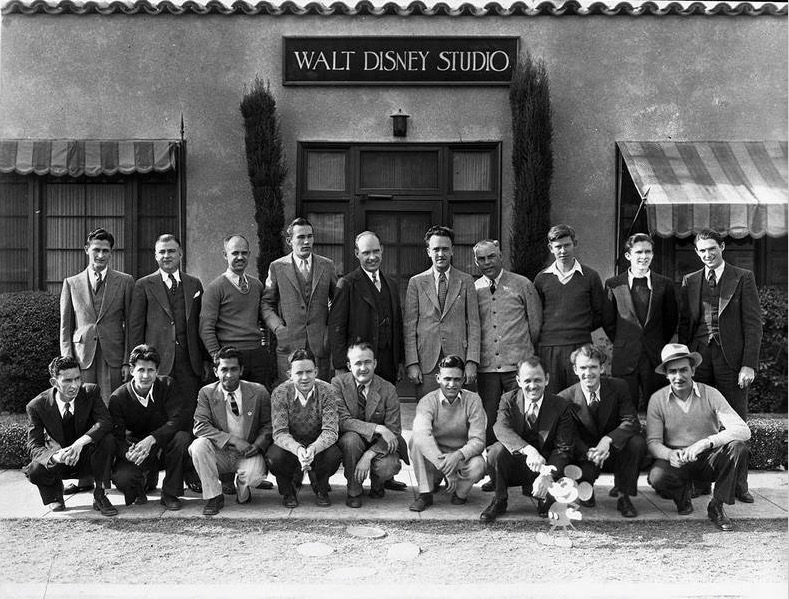
Personal de Disney frente a su estudio en Hyperion Avenue en 1929.

Hacia 1929, los estudios Disney contaban con unos cuantos animadores que se dividían en dos equipos:
- Uno preferentemente para producir Mickey Mouse; con Ben Sharpsteen, Burton Gillett, Jack King, Norm Ferguson, Dick Lundy y Merle Gibson.
- Otro destinado a los cortometrajes de Silly Symphonies; con Ub Iwerks, Les Clark, Johnny Cannon, Wilfred Jackson y Jack Cutting.

Posteriormente, el equipo de producción se amplió para asegurar la importancia de la productividad dentro del estudio. Hubo dieciséis animadores para producir el cortometraje The Busy Beavers (1931). En 1930, Roy Disney firmó un contrato con la empresa George Borgfeldt & Company para producir productos con los personajes más famosos del estudio. El 16 de febrero de 1931, la Motion Picture Association of America pidió a los estudios Disney que redujeran o eliminaran las ubres de las vacas de las animaciones, que se consideraban demasiado grandes e indecentes, incluidas las del personaje Clarabelle. En 1931, Walt creó una división de redacción dirigida por Ted Sears y compuesta por algunos animadores. Esta división, según él, era para analizar los nuevos personajes de las animaciones. El 15 de noviembre de 1932 también se creó la Disney Art School, un internado para animadores.
El estudio comenzó a producir en 1932, bajo el impulso de Walt, los cortometrajes de la serie Silly Symphonies utilizando el nuevo proceso Technicolor. La primera animación en color fue el corto Árboles y flores, que ya estaba terminado, pero en blanco y negro. Frank Thomas y Ollie Johnston explican que el departamento de efectos especiales de la compañía a principios de la década de 1930 estaba formado por sólo dos animadores, Ugo D'Orsi y Cy Young, y en ocasiones un asistente. En términos de sonido, Parade of the Award Nominees (1932) fue el primer cortometraje de Disney que utilizó el sistema fotófono RCA, seguido de Santa's Workshop (1932) y Building a Building (1933).
En diciembre de 1932 se publicó en Italia Topolino, un cómic protagonizado por el personaje Mickey Mouse. En julio de 1933 se fundó en Londres la filial Mickey Mouse Ltd., encargada de gestionar las producciones de Disney en el mercado europeo. Durante el mes de julio de 1934 se funda en París la filial Mickey Mouse SA para el mercado francés. La filial italiana Creazioni Walt Disney S.A.I. fue inaugurado el 8 de mayo de 1938. Con la marcha de Burton Gillett en 1934, Ben Sharpsteen fue nombrado nuevo productor de varios largometrajes de Disney. Sharpsteen fue ascendido al puesto debido a su trabajo en 97 de los 116 cortometrajes producidos entre 1929 y 1934 por el estudio.

### 1934-1937: nacimiento de un importante estudio
A mediados de los años 1930, el estudio producía una veintena de cortometrajes al año bajo contrato con United Artists, el coste medio por producción era de 50 mil dólares con un beneficio de alrededor de 120 mil dólares, recaudando 660 mil anualmente sólo de las ventas de las películas. La empresa también recibió regalía por la concesión de licencias de productos derivados y, en 1937, Disney firmó un contrato aún más favorable con RKO Pictures. Sin embargo, desde 1934, esta gran cantidad de beneficios fue invirtiéndose en numerosos proyectos, tanto técnicos como artísticos. El contrato con RKO dio a Disney mayor libertad y se estrenaron varias series de cortometrajes, incluida una dedicada al Pato Donald en 1937.

## Producciones

### cortometrajes animados
- 1922–1923: Laugh-O-Gram[39]
- 1924–1926: Comedias de Alicia[40]
- 1926–1928: Oswald el conejo afortunado[41]
- 1928–presente: Mickey Mouse[42]
- 1929–1939: Silly Symphonies[43]

### largometrajes animados
- 1937: Academy Award Review of Walt Disney Cartoons[44]
- 1937: Snow White and the Seven Dwarfs[45]

## Análisis

### Producciones de la década de 1920
Para Russell Merritt y J.B. Kaufman, las primeras películas de Disney producidas en los años 1920, antes de Mickey Mouse y las Silly Symphonies, tienen la peculiaridad de no tener un significado particular, ni ningún hito, y se resumen en una acumulación de elementos dispares. Las películas realizadas por Laugh-O-Grams son bastante innovadoras, pero técnicamente muy cercanas a Oswald el conejo afortunado y las Comedias de Alicia.

### Impacto de Mickey Mouse
El cortometraje Steamboat Willie, publicado originalmente el 18 de noviembre de 1928, fue la primera animación sonora y la primera aparición de Mickey Mouse. En menos de un año, el personaje se convirtió en una de las figuras más reconocidas en Estados Unidos e internacionalmente. El Gato Félix fue entonces eclipsado por Mickey.
El galardonado director Frank Capra en su autobiografía The Name Above the Title: An Autobiography about Steamboat Willie afirmó que las imágenes y el sonido estaban muy bien sincronizados y que era nuevo y cautivador. Neil Sinyard afirmó que la década de 1930 fue la década en la que los estándares de animación evolucionaron considerablemente a medida que el estudio se introdujo en el campo de la animación.

### Primeros cortometrajes en color
Hacia 1926, Disney quería producir cortometrajes en color, pero los procesos técnicos de la época eran muy caros y no aptos para la animación, el más conocido fue el sistema Technicolor de dos bandas. Alrededor de 1930, Disney comenzó a producir cortometrajes en color utilizando el proceso Technicolor (en tres tiras) en el corto Árboles y flores (1932), que se estrenó el 15 de julio en el Teatro Chino TCL. En julio de 1933, Disney logró firmar un contrato de tres años con RKO-UA para producir Silly Symphonies únicamente en color, gracias al acuerdo exclusivo de cinco años para utilizar el proceso Technicolor. En 1934, con el largo desarrollo de la película Snow White and the Seven Dwarfs, la serie Silly Symphonies sirvió de prueba para perfeccionar las técnicas de animación del largometraje. Muchos enanos y brujas aparecieron en cortometrajes durante este período, como Babes in the Woods, entre otros.

### Producción de cortometrajes posteriores a 1937
Para Neil Sinyard, la producción de cortometrajes en Disney cambió a partir de mediados de la década de 1930, volviéndose menos fantasiosa, más didáctica e idealista como en The Flying Mouse (1934) o The Tortoise and the Hare (1935). Sinyard menciona que Walt estaba avanzando hacia un nuevo desafío, el de los largometrajes. En 1941, el cortometraje Cómo montar a caballo lanzó la subserie protagonizada por Goofy, How to Ride.... Durante la Segunda Guerra Mundial hubo varias producciones militares. La primera película relacionada fue Four Methods of Flush Riveting (1942), producida para Lockheed Aircraft Corporation para capacitar a técnicos aprendices en fábricas de aviones. A principios de la década de 1950, surgió la producción de películas educativas con History of Aviation, un extracto animado de Victory Through Air Power (1952). Al mismo tiempo, disminuyó la producción de cortometrajes. En 1959, con Donald en el país de las matemáticas, se intensificó el objetivo educativo. El trabajo se exhibió en escuelas estadounidenses para «estimular el interés de los estudiantes por las matemáticas». Durante la década de 1960 se produjeron algunas películas con el Pato Donald y Goofy, e incluso una película que podría denominarse «propaganda» ya que Family Planning (1967) apoyaba la planificación familiar.